# Yrondu Musavu-King
Yrondu Musavu-King (* 8. Januar 1992 in Libreville) ist ein gabunischer ehemaliger Fußballspieler.

## Vereinskarriere
Musavu-King wurde 2010 als 18-Jähriger in die Reservemannschaft des SM Caen aufgenommen, nachdem er im selben Jahr sein Abitur erworben hatte. Er konnte sich in dieser aber erst während der Saison 2011/12 etablieren. Nachdem die erste Mannschaft 2012 in die zweite Liga abgestiegen war, unterschrieb der Gabuner seinen ersten Profivertrag bei Caen und rückte damit in die erste Mannschaft auf. Auch wenn eine Verletzungspause seine Saisonvorbereitung zunichtemachte, gelang ihm für diese am 23. November 2012 beim 1:0 gegen den SCO Angers sein Zweitligadebüt, wobei er über die vollen 90 Minuten zum Einsatz kam. Anschließend wurde er weiterhin vornehmlich in der Reserveauswahl eingesetzt. Im September 2013 wurde er für eine Spielzeit an den Drittligisten ES Uzès Pont du Gard verliehen. Bei diesem konnte er sich einen Stammplatz erkämpfen, musste aber am Saisonende den Abstieg als Tabellenletzter hinnehmen. Anschließend kehrte er zum inzwischen in die höchste nationale Spielklasse aufgestiegenen SM Caen zurück.
Am 28. September 2014 war er bei einem 0:0 gegen den RC Lens von Beginn an in der Innenverteidigung gesetzt und gab damit sein Erstligadebüt. In der nachfolgenden Zeit wurde gelegentlich wieder auf ihn zurückgegriffen. Im Sommer 2015 wechselte er zum FC Granada in die höchste spanische Liga. Da er in Granada keine Spielpraxis erhielt, wurde er für die Rückrunde 2015/16 an den französischen Erstligisten FC Lorient verliehen, kam aber auch dort nicht über vier bestrittene Pflichtspiele hinaus.

## Nationalmannschaft
Einige Monate nach seinem Sprung in Caens erste Mannschaft wurde Musavu-King erstmals für ein Länderspiel der gabunischen Auswahl berücksichtigt. Beim 0:1 gegen die Republik Kongo am 23. März 2013 gab er sein Debüt und stand dabei direkt in der Startformation.